# همس الجنون
همس الجنون أول مجموعة قصصية من تأليف نجيب محفوظ. هي عبارة عن مجموعة من القصص وقعت في القاهرة. القصص تدور معظمها حول الفضائح سواء في المجتمع الراقي أو في عالم القاهرة السفلي ولا تخلو القصص من نزعة وطنية. وقصص المجموعة كانت قد نشرت متفرقة فترة الثلاثينات في جرائد ومجلات مختلفة. وتعتبر قصة «ثمن الضعف» التي نشرت أول مرة في أغسطس 1934 أول قصص نجيب محفوظ. ويذكر نجيب محفوظ عن تاريخ صدور المجموعة: «قد لا يدري القارئ أن همس الجنون نشرت لأول مرة بعد ظهور زقاق المدق وليس في عام 1938 كما هو مكتوب في قائمة مؤلفاتي».

## قصص المجموعة
همس الجنون، الزيف، الشريدة، خيانة في رسائل، من مذكرات شاب، الهذيان، يقظة المومياء، كيدهن، روض الفرج، هذا القرن، الجوع، بذلة الأسير، نحن رجال، الشر المعبود، الورقة المهلكة، ثمن السعادة، حلم ساعة، الثمن، نكث الأمومة، حياة للغير، مفترق الطرق، إصلاح القبور، المرض المتبادل، حياة مهرج، عبث أرستقراطي، مرض طبيب، فلفل، صوت من العالم الآخر.